# باسل محرز
باسل محرز (7 يونيو 1982) إعلامي سوري من مواليد مدينة طرطوس سوريا، وتلقى تعليمه فيها وحصل على ريادة على مستوى الجمهورية العربية السورية في مجال الفصاحة والخطابة لثلاثة أعوام متتالية.

## دراسته
- درس في كلية الاقتصاد جامعة تشرين في مدينة اللاذقية، وتخصص في علوم الاقتصاد والتخطيط.
- درس الإعلام في الجامعة اللبنانية في بيروت.[1]

## بدايته
بدأ حياته المهنية من برنامج للهواة في إذاعة صوت الغد في لبنان عام 2004 يهتم بالأصوات الإذاعية وكان المشترك السوري الوحيد الذي يصل إلى النهائيات ويفوز بتصويت الجمهور وتقدير لجنة التحكيم المؤلفة من المخرج سيمون أسمر والصحافية نضال الأحمدية والإعلامي زاهي وهبي.
كتب في عدد من الدوريات والمجلات العربية مثل (أبيض أسود، أيام الأسرة، الغد)، انتقل بعدها إلى إذاعة المدينة إف إم في سورية وهي أول إذاعة سورية خاصة انطلقت في شباط 2005 ليكون أول مذيع سوري يظهر عبر أثير الإذاعات الخاصة.

## سيرته المهنية
قدم الأداء الصوتي لعدد كبير من البرامج والأفلام الوثائقية التي بثتها قنوات الجزيرة، الجزيرة الوثائقية، العربية، الليبية، أبو ظبي وغيرها.
من البرامج الوثائقية التي قدمها (عمليات النقل الضخمة "10 أجزاء"، أسرار المافيا "5 أجزاء"، السفينة بامير، هتلر وشوبير، سلسلة أقوى الرجال في العالم، كتاب الموتى الفرعوني، الصومال، العالم السفلي، فيلاديلفيا)
قدم العديد من الاحتفالات الفنية المهمة في سورية ولبنان، كما أجرى العديد من عمليات النقل المباشر لأحداث وتغطيات خاصة في مناسبات فنية وشبابية ووطنية.

### مناصب تقلدها
- مذيع سابق في إذاعة صوت الغد
- تأسيس وكالة ومى للترويج الإعلامي، التي تهتم بإدارة أعمال الفنانين إعلامياً
- المدير التنفيذي في إذاعتي المدينة إف إم، وروتانا ستايل منذ عام 2004.
- مدير تحرير سابق بأكثر من دورية فنية

### في الإعداد والتقديم
أعد وقدم العديد من البرامج ومنها:
- برنامج المدينة تغني (2005 - 2011)

برنامج شبابي استضاف من خلاله كبار النجوم في الوطن العربي وسورية، تطرق إلى عدد من المواضيع المهمة والتي تسببت له بمشكلات كبيرة لجرأة الطرح، وقد استمر البرنامج لمدة خمس مواسم متتالية.
- برجيس
- المدينة الثقافية
- الأول على المدينة، برنامج استفتاء فني
- الوسط (2010 - 2011)
- المختار، بثت الحلقة الأولى في 29 تشرين الأول 2011 وبثت آخر حلقة من موسمه الثاني عشر في 29 حزيران 2023.[3]

ملصق برنامج المختار

أجرى حوارات مع عدد كبير من النجوم منهم: حسين الجسمي، رويدا عطية، هاني العمري، نانسي زعبلاوي، شادي أسود، هويدا، ميريام فارس، مروان خوري، نورا رحال، منى واصف، جمال سليمان، زياد الرحباني، جو أشقر، وائل جسار، ميسم نحاس، عباس النوري، سيرين عبد النور، نيكول سابا، أمل حجازي، فرقة كلنا سوا، لينا شماميان، دينا حايك، فارس كرم، ديانا حداد، مادلين مطر، جوزيف عطية، وديع الصافي، صباح وغيرهم.

## جوائز وتكريمات
حائز على شهادات تقدير وخبرة من المركز الإعلامي الدولي في دمشق، وشهادة خبرة وإجازة في الإذاعة من إذاعة دمشق 2008.
كما حصل برنامج المختار على جائزة أفضل برنامج حواري إذاعي من قبل مهرجان الإعلام السوري الأول الذي أقيم عام 2017.

## روابط خارجية
- موقع إذاعة المدينة
- صفحة برنامج المختار الرسمية